# Maurizio Bravi
Maurizio Claudio Bravi (Capriate San Gervasio, 20 de julho de 1962) é um diplomata e prelado italiano da Igreja Católica pertencente ao serviço diplomático da Santa Sé.

## Biografia
Recebeu a ordenação presbiteral em 21 de junho de 1986, sendo incardinado na Diocese de Bérgamo. É licenciado em direito canônico.
Ingressou no serviço diplomático da Santa Sé em 1 de julho de 1995 e trabalhou posteriormente nas Representações Papais na República Dominicana e Argentina, na Seção para as Relações com os Estados e Organizações Internacionais da Secretaria de Estado e, posteriormente, nas nunciaturas na França e no Canadá.
Ele foi nomeado Observador Permanente da Santa Sé na Organização Mundial do Turismo (OMT) em 27 de fevereiro de 2016.
É fluente, além do italiano nativo, em inglês, espanhol e francês.
Em 15 de janeiro de 2025, o Papa Francisco o nomeou núncio apostólico na Papua-Nova Guiné e para as Ilhas Salomão, com a dignidade de arcebispo titular de Tolentino. Recebeu a ordenação episcopal em 22 de fevereiro seguinte, na Catedral de Bérgamo, do Cardeal Secretário de Estado Pietro Parolin, coadjuvado pelo cardeal Oscar Cantoni, bispo de Como, por Antonio Guido Filipazzi, núncio apostólico na Polônia e por Francesco Beschi, bispo de Bérgamo.